# جيمس كوربيت
جيمس كوربيت (بالإنجليزية: James Corbett)‏ هو فلاح وسياسي أسترالي، ولد في 17 يوليو 1906 في أستراليا، وتوفي في 3 مارس 2005. حزبياً، نشط في الحزب الوطني الأسترالي. وقد انتخب عضو مجلس النواب الأسترالي عن دائرة Division of Maranoa ‏ (26 نوفمبر 1966 – 19 سبتمبر 1980).